# Wetanema hula
Wetanema hula är en rundmaskart som beskrevs av Dale 1967. Wetanema hula ingår i släktet Wetanema och familjen Thelastomatidae. Inga underarter finns listade i Catalogue of Life.